# Macroderes cornutus
Macroderes cornutus là một loài bọ cánh cứng trong họ Bọ hung (Scarabaeidae).